# Epifânio Aniceto Gonçalves
Epifânio Aniceto Gonçalves, mais conhecido por Actor Epifânio CvC (Lisboa, 7 de abril de 1813 — Lisboa, 15 de outubro de 1857), foi um homem do Teatro que se notabilizou ao longo da primeira metade do século XIX como ator e encenador em Portugal.

## Biografia
Epifânio Gonçalves apareceu em público pela primeira vez como ator profissional em 1832, na peça O Tributo das Cem Donzelas apresentada no Teatro do Salitre. Estava-se em plena Guerra Civil Portuguesa, e o teatro português estava numa fase muito difícil de desenvolvimento.
Nos anos seguintes tornou-se discípulo do ator francês Émile Doux, que se fixara no Teatro da Rua dos Condes. Terminada a Guerra Civil Portuguesa, ganhou rapidamente projeção como um dos melhores atores dramáticos portugueses do seu tempo e como um dos mestres da arte de representar, influenciando toda uma geração de artistas.
Pela sua acção é considerado um dos artistas que mais contribuiu para a renovação do teatro português, com uma carreira diversificada e de grande versatilidade, tendo interpretado papéis de todos os géneros. Contudo, foi sobretudo como ensaiador, diretor e metteur-en-scène, que mais se distinguiu, tendo dirigido, a partir de 1844, o Teatro da Rua dos Condes e mais tarde, o Teatro D. Maria II.
O grau de reconhecimento público que atingiu levou a que, em fevereiro de 1839, fosse o primeiro ator português a ser agraciado com uma condecoração, no caso o grau de Cavaleiro da Ordem Militar de Cristo, atribuido pela rainha D. Maria II.
Epifânio era um homem de forte estatura e também de grande sobranceria, mas doce e solidário com os colegas de profissão. Dizia-se que quando não estava no palco, no seu gabinete de trabalho ou no camarim, passeava no Rossio a admirar o frontispício do Teatro D. Maria II, com um olhar de profunda melancolia.
Ficam registados os mais diversos escritos e suas criações nos espetáculos O Trapeiro de Lisboa, de Bayard, O Templo de Salomão, drama francês traduzido por Mendes Leal estreado em 1849, numa aparatosa encenação de Epifânio. Ainda o Alfageme de Santarém, de Almeida Garrett, seu amigo pessoal, onde desempenhou o papel de "Folião Dias" e Frei Luís de Sousa, do mesmo autor, onde desempenhou o papel de "Aio Telmo".
Foi casado com Maria dos Anjos, de quem teve dois filhos, Torcato e Aniceto. A 15 de outubro de 1857, com apenas 44 anos, faleceu vítima da epidemia de febre amarela que naquele ano atingiu Lisboa, dez dias após o falecimento do seu filho mais velho, Torcato, também ator e vítima da mesma epidemia, no número 199 da Rua do Salitre, na freguesia de São Mamede. O filho mais novo, Epifânio Gonçalves Viana, de apenas 17 anos, viria a ser um dos pioneiros da filologia em Portugal.
Encontra-se sepultado num jazigo mandado erigir por seus amigos e admiradores, no Cemitério dos Prazeres, em Lisboa.

O seu nome é recordado desde 1971 na toponímia da cidade de Lisboa, na freguesia do Lumiar.